# Großer Tiergarten
Großer Tiergarten er en 212 hektar stor park i bydelen Tiergarten midt i Berlin. Navnet betyder "store dyrehave" og hentyder til de vildsvin og det råvildt, som det prøjsiske aristokrati gik på jagt efter. I 1830 ændredes reviret til en landskabspark skabt af Peter Joseph Lenné. Tiergarten blev totalt ødelagt under 2. verdenskrig.
I Großer Tiergarten findes blandt andet De nordiske landes ambassader i Berlin og Schloß Bellevue. Straße des 17. Juni går igennem Großer Tiergarten i retning af Brandenburger Tor og i centrum fidens Großer Stern med Siegessäule.
52°30′48″N 13°21′30″Ø / 52.51333°N 13.35833°Ø